# Aquí mando yo
Aquí mando yo, est une telenovela chilienne diffusée en 2011 par TVN.

## Distribution

### Principaux
- Jorge Zabaleta - Diego Buzzoni Morales
- María Elena Swett - Sofia Kuncar Leighton de Buzzoni
- Cristián Riquelme - Jorge Camacho (Antagoniste principaux)
- Carolina Varleta - Anita Bilbao
- Coca Guazzini - Rocío Leighton (Antagoniste)
- Jaime Vadell - Pedro Montenegro
- Fernando Larraín - Maximiliano Montenegro
- Begoña Basauri - María Carolina Silva (Antagoniste)
- Rodrigo Muñoz - Arnoldo Grez
- Yamila Reyna - Laura Mazza de Grez
- Fernando Farías - Gino Buzzoni
- Loreto Valenzuela - Carmen Morales de Buzzoni
- Catalina Castelblanco - Antonella Buzzoni Kuncar
- Alonso Quinteros - Rodrigo Montenegro Silva
- Constanza Piccoli - Isabél Grez
- Hernán Contreras - Cristián Grez
- Catalina Vallejos - Josefina Egaña
- Emilia Burr - Kiara Buzzoni Kuncar
- Nicolás Vigneaux - Franco Bilbao/Franco Buzzoni Bilbao
- Antonella Castagno - Margarita Egaña

### Participations spéciales
- Otilio Castro
- Eduardo Paxeco : Jonathan

## Diffusion internationale
- TVN (2011-2012)
- Telerama
- Monte Carlo TV
- TV Chile
- TV Chile
- TV Chile
- TV Chile
- TV Chile